# Kanzel (Huisheim)

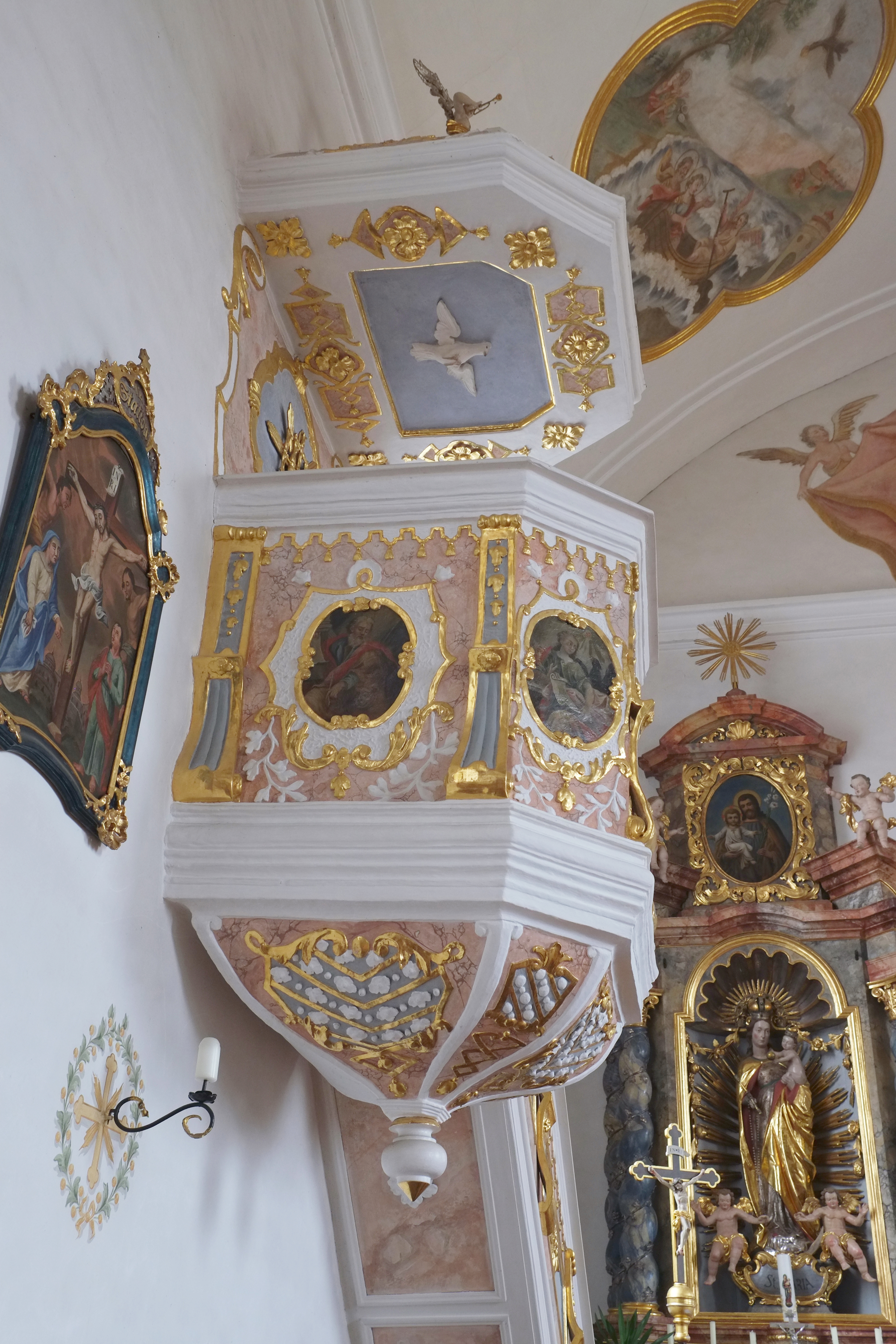
Kanzel in Huisheim

Die Kanzel in der katholischen Pfarrkirche St. Vitus in Huisheim, einer Gemeinde im Landkreis Donau-Ries im bayerischen Regierungsbezirk Schwaben, wurde um 1725/30 geschaffen. Die Kanzel ist ein Teil der als Baudenkmal geschützten Kirchenausstattung.
Die hölzerne Kanzel im Stil des Barocks besitzt einen gitterartigen Stuckdekor am polygonalen Kanzelkorb. In den Feldern sind die Bilder der vier Evangelisten zu sehen.
Auf dem Schalldeckel thront ein Posaunenengel, an der Unterseite ist eine Heiliggeisttaube aus Stuck angebracht.